# 잔점배무늬수리
잔점배무늬수리(Martial eagle)는 사하라 이남 아프리카가 원산지인 큰 수리류이고, 잔점배무늬수리속 중 유일한 구성원이다. 검독수리아과에 속하는 이 수리는 털 위에 깃털을 가지고 있다. 가장 크고 가장 강력한 수리류 종 중 하나로, 포유류, 조류, 파충류 사이에서 먹이 선택을 다양하게 하는 상당히 기회주의적 포식자이다. 사냥 기술은 채석장에서 몸을 구부려 주로 높은 곳에서 사냥하는 것으로 알려진 몇 안 되는 독수리 종 중 하나이기 때문에 독특하다. 사바나 숲 지대에 서식하는 이 종은 지난 몇 세기 동안 다양한 요인들로 인해 급격한 감소를 보여왔다. 잔점배무늬수리는 세계에서 가장 박해를 받는 새 종 중 하나이다. 잔점배무늬수리의 먹이는 수리류의 영향이 상당히 과장되긴 하지만, 가축과 지역적으로 가치가 있는 사냥감 때문에 지역 농부들과 사육사들은 종종 수리류를 없애려고 한다. 현재, 잔점배무늬수리는 IUCN에 의해 멸종위기종으로 분류되고 있다.

## 범위
잔점배무늬수리는 사하라 이남 아프리카 대부분 지역에서 볼 수 있으며, 먹이가 풍부하고 환경이 좋은 곳이라면 어디에서나 볼 수 있다. 총 26,000 km2의 분포로, 그것은 관뿔매와 흰허리독수리처럼 아프리카에 다른 종들보다 다소 더 넓은 범위를 제공하면서 아프리카 전역에 상당한 분포를 가지고 있다. 흔하지는 않지만, 인구밀도가 더 높은 곳은 남아프리카와 동아프리카 일부 지역에 존재한다. 서아프리카에서는 잔점배무늬수리가 드물고 불규칙한 경향이 있지만 세네갈, 감비아, 기니비사우 북부, 말리 남부, 코트디부아르 북부, 가나 등에 서식하는 것으로 알려져 있다. 니제르 남부와 나이지리아 동부에서 온 이 종은 콩고 민주 공화국의 북부, 동부, 남부뿐만 아니라 차드, 수단, 중앙아프리카 공화국을 통해 흐릿하게 분포한다. 동아프리카에서는 소말릴란드와 에티오피아에서 케냐, 우간다, 탄자니아를 거쳐 남아프리카에 이르는 남부 아프리카, 앙골라, 잠비아, 말라위, 모잠비크 남부까지 분포한다. 현재 남아 있는 인구 중 일부는 짐바브웨와 남아프리카 공화국에 남아있는 것으로 알려져 있다. 일반적으로, 이 새들은 남아프리카 공화국의 크루거 국립공원과 크갈라가디 트랜스프론티에 공원, 나미비아의 에토샤 국립공원과 같은 보호 지역에 더 풍부하다.

## 분류학

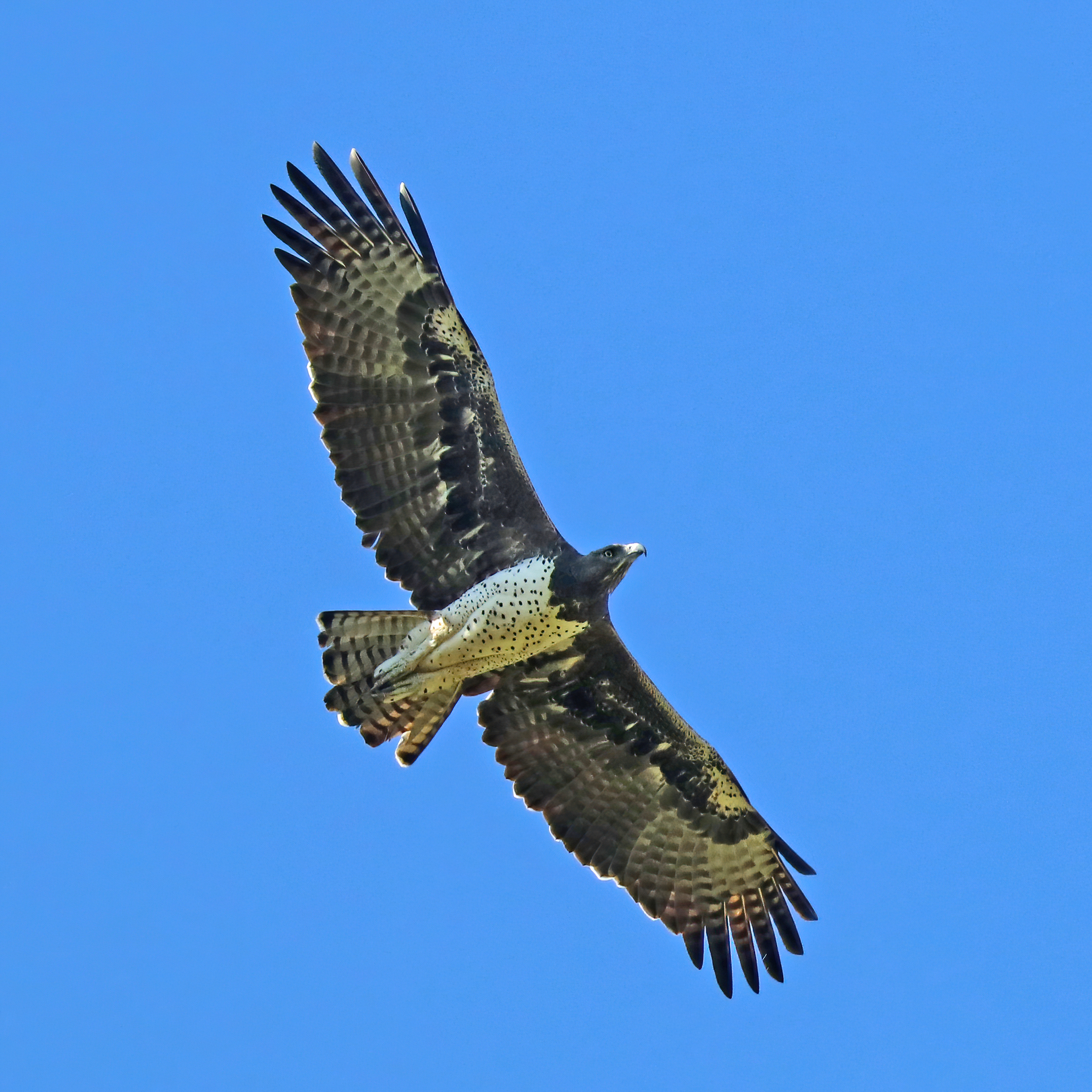
잔점배무늬수리는 아과에서 가장 높은 공중에 떠 있는 종 중 하나이다.

수리과는 현재 230종 이상이 받아들여지고 있는, 세계에서 가장 다양한 맹금류이다. 흰점어깨수리인 검독수리아과의 일원인 잔점배무늬수리는 다리를 덮고 있는 깃털을 가진 현존하는 종의 약 15% 중 하나이다. 이것은 잔점배무늬수리와 같은 열대 종에도 존재하기 때문에 이 종들을 다른 수리류 및 맹금류와 구별하는 데 도움이 된다. 현재 분류에 따르면, 흰점어깨수리는 남극 대륙만 제외한 수리과가 서식하는 모든 대륙에 분포하는 약 38종의 살아있는 종으로 구성되어 있다. 흰점어깨수리의 살아있는 종의 절반 미만이 아프리카에서 발견된다. 잔점배무늬수리를 포함한 대부분의 흰점어깨수리 종의 미토콘드리아 DNA에 대한 연구가 수행되어 아과가 어떻게 질서가 잡히고 어떤 종이 서로 관계가 있는지에 대한 통찰력을 얻었다. 1980년대 DNA 검사에서 잔점배무늬수리는 작은 몸을 가진 흰점어깨수리속의 특별한 오프샷임이 밝혀졌으며, 한 연구는 잔점배무늬수리를 그 속에 포함시킬 것을 주장하기까지 했다. 그러나, 보다 현대적이고 포괄적인 유전자 검사는 이 잔점배무늬수리가 살아있는 다른 흰점어깨수리들과 구별되고, 수백만 년 전에 현존하는 다른 속들과 구별된다는 것을 보여주었다. 유전적으로, 잔점배무늬수리는 다른 현생종들과 훨씬 전에 비슷하게 갈라진, 단형 속의 다른 두 종인 긴관머리독수리와 붉은배뿔매 사이에 속했다. 이 종의 독특한 형태의 차이와 앞서 언급한 가장 밀접하게 관련된 두 생물종이 큰 말똥가리속들만큼만 크다는 점을 고려할 때, 잔점배무늬수리의 독특한 유산은 분명하다.
잔점배무늬수리의 아종은 없으며 분포 지역에 따라 생김새와 유전적 다양성이 거의 없다.

## 묘사
잔점배무늬수리는 매우 큰 수리류이다. 전체 길이는 78에서 96cm, 평균 약 85.5cm이다.  날개 길이에 비해 전체 길이는 상대적으로 짧은 꼬리에 의해 제한을 받는다. 그럼에도 불구하고, 현존하는 수리류 중 여섯 번째 또는 일곱 번째로 긴 종으로 보인다. 잔점배무늬수리의 날개 길이는 188에서 240cm이다. 260cm나 되는 날개 길이가 보고되었지만 입증되지 않았을 수도 있다. 이 종의 평균 날개 길이는 205cm, 207.5cm라고 알려져 있지만 야생에서 측정된 10마리의 잔점배무늬수리의 날개 길이는 평균 211.9cm인 것으로 확인되었다. 따라서, 잔점배무늬수리는 살아있는 수리류 중에서 대략 그 순서대로 참수리, 흰꼬리수리, 쐐기꼬리수리 다음으로 평균 4번째 날개폭을 가진 것으로 보인다. 유전자 구성이 상당히 동질적인 종의 경우, 잔점배무늬수리의 체질량은 놀랍게도 다양하다. 종의 체질량 변화는 다양한 독수리 개체군의 다양한 환경 조건뿐만 아니라 상당한 역성적 이형성에 기인한 것으로 어느 정도 밝혀졌다. 다양한 연구에서 나온 무성의 잔점배무늬수리의 몸무게는 17마리에서 평균 3.93kg, 20마리에서 3.97kg, 20마리에서 4.23kg으로 밝혀졌는데, 20세기 초 남아프리카 공화국에서 사냥감이 쏜 잔점배무늬수리의 평균 몸무게는 4.71kg으로 나타났다.

## 서식지

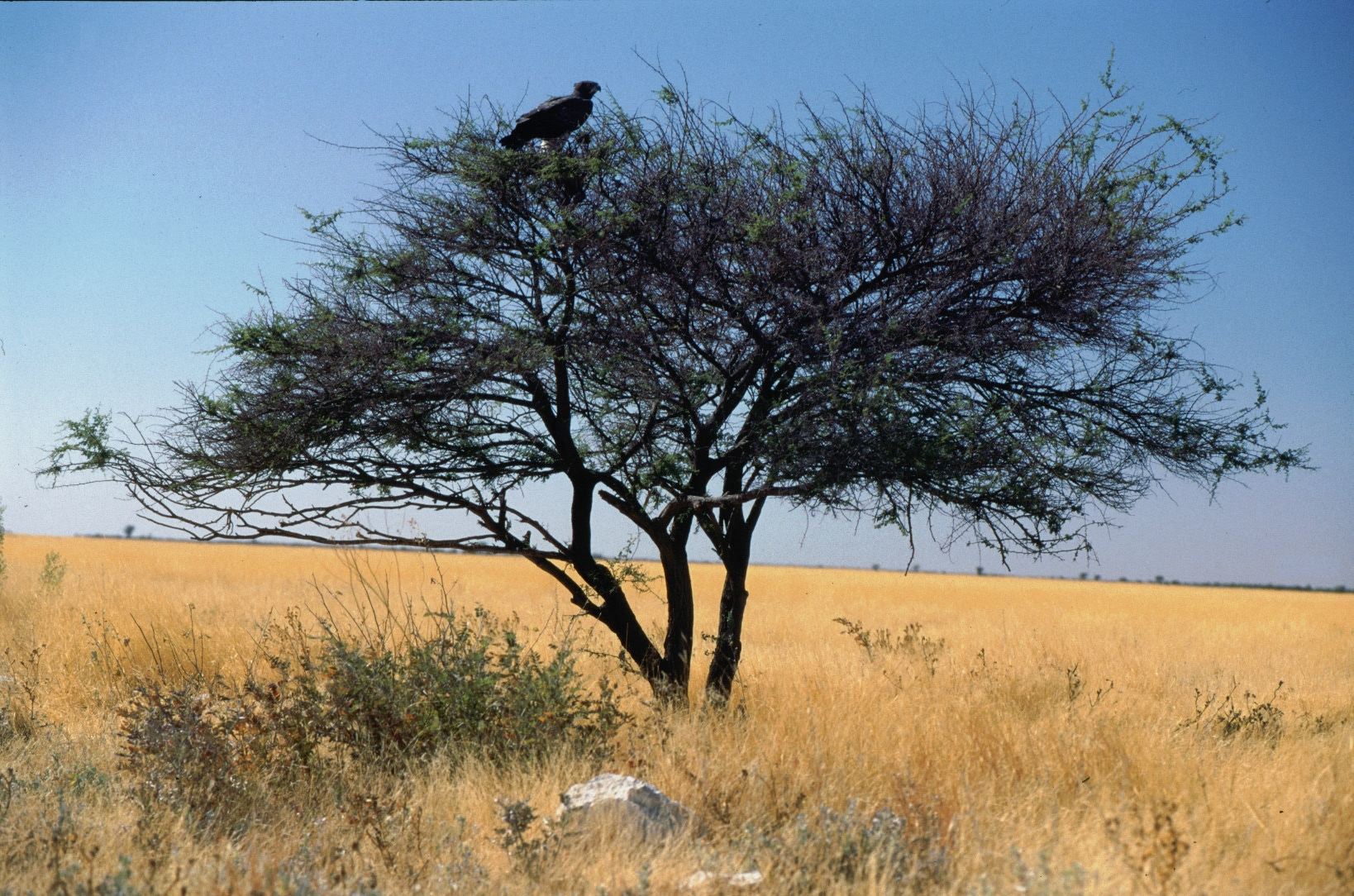
잔점배무늬수리는 상당히 탁 트인 사바나에서 가시가 많거나 키가 큰 나무에 끌리는 경향이 있다.

잔점배무늬수리는 다양한 서식지에 어느 정도 적응이 가능하지만 개활지와 숲의 가장자리, 숲이 우거진 사바나와 가시덤불 서식지에 대해 전반적으로 선호하는 경향을 보인다. 잔점배무늬수리는 해발고도가 3,000m에 이르는 것으로 기록되어 있지만 실제 산악 주거 종은 아니며 서식하는 독수리들은 보통 해발고도 1,500m를 넘지 않는다. 이 독수리들은 또한 폐쇄된 캐노피 숲과 초건조 사막을 피한다. 둥지를 짓기 위한 큰 나무에 대한 종의 요구에도 불구하고 기니와 콩고 민주 공화국 숲에는 거의 서식하지 않는다. 잔점배무늬수리는 개활지가 있는 지역의 숲에서 지역적으로 서식할 수 있는 것으로 나타났다. 예를 들어, 케냐의 조류 지도에서, 아마도 놀랍게도, 잔점배무늬수리의 88%가 나무가 잘 우거진 지역에 서식하는 것으로 밝혀졌고, 그들은 연간 강우량이 250mm를 초과하는 지역에서 발생했다. 남아프리카에서는, 그들은 흩어져 있는 나무가 있는 반 사막 및 탁 트인 사바나, 나무가 우거진 언덕, 그리고 최근의 적응으로, 송전탑 주변과 같이, 그들의 범위에 있는 다른 곳보다 겉보기에는 더 개방적인 서식지에 적응했다. 나미비아의 사막 지역에서는, 그들은 때때로 흐르는 덧없는 강을 활용하고 큰 나무가 자라도록 한다. 그들은 보통 황량하거나 보호된 지역을 선호하는 것처럼 보인다. 남아프리카 공화국의 카루에서 그들은 경작이 중간에서 무거운 지역 또는 더 무겁거나 더 지속적인 겨울 강우량이 있는 지역을 지속적으로 피한다. 비보호 지역에 대한 보호 지역에서 주간 맹금류의 발생에 대한 한 연구에 따르면 잔점배무늬수리 탐지는 비보호 지역보다 건기에 보호 지역에서 거의 두 배, 우기에 세 배 이상 빈번했다.

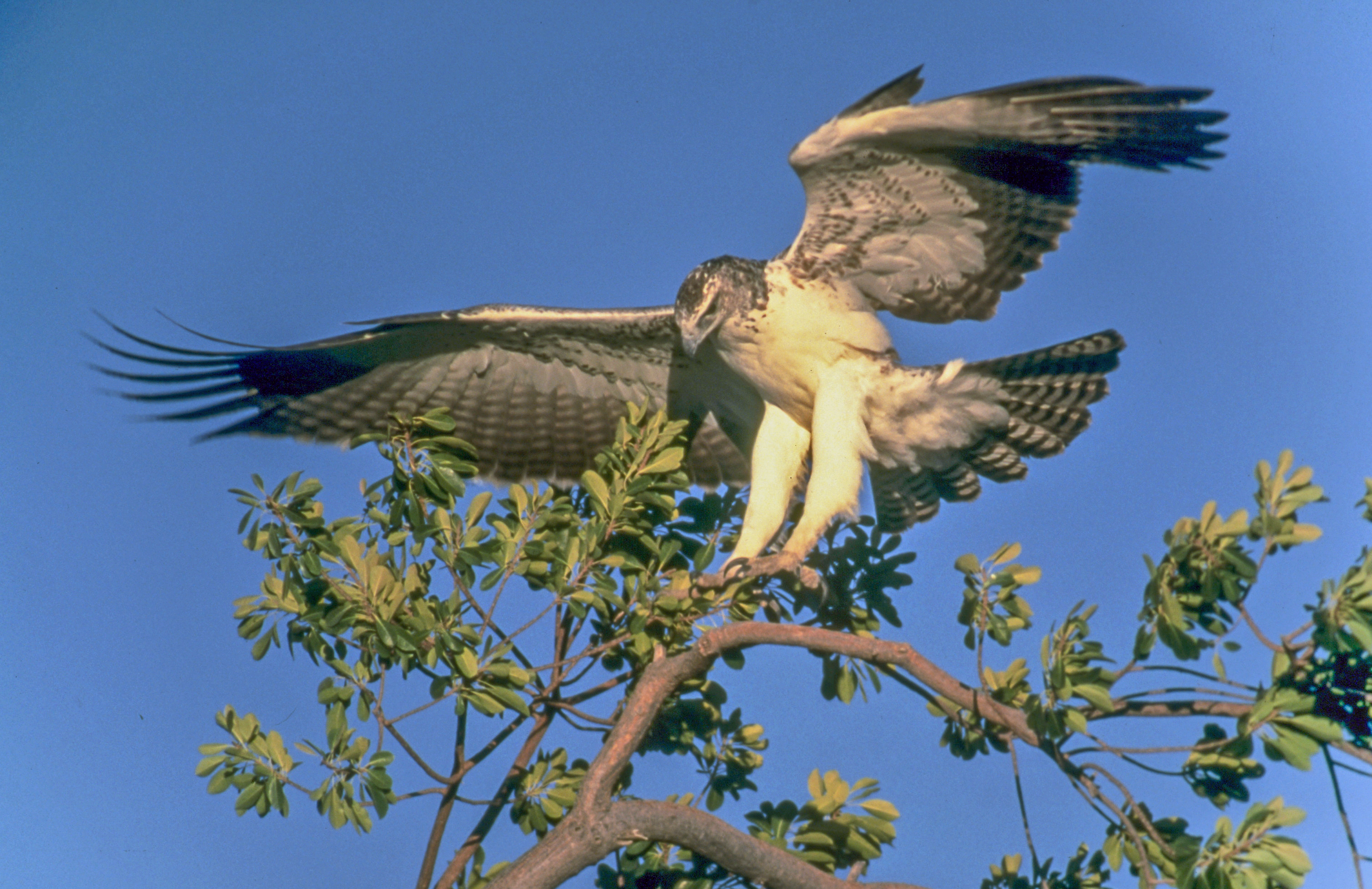
미성숙한 잔점배무늬수리

## 행동
잔점배무늬수리는 종종 쌍안경이 종종 그들을 인식하기 위해 필요할 정도로 높은 언덕 경사면을 비행하며 공중에서 특별한 시간을 보낸다. 번식하지 않을 때, 한 쌍의 성숙한 독수리 둘 다 둥지에서 수 마일 떨어진 어떤 눈에 띄는 나무에서 스스로 보금자리를 잡고 있는 것을 발견할 수 있으며, 아마도 한 지역에서 며칠 동안 사냥을 한 후, 생존 가능한 먹이 자원이 소진될 때까지 다른 지역으로 이동한다. 하지만, 잔점배무늬수리, 특히 성체 새는 일반적으로 덜 교란된 지역에 전념하는데, 이는 이러한 독수리들이 더 많은 먹이를 선택할 수 있게 해주기 때문이며 상당한 인간 존재를 싫어하는 것으로 보이기 때문이다. 잔점배무늬수리는 매우 외톨이인 경향이 있으며 번식기 동안 한 쌍 밖에 있는 다른 종의 독수리는 용인하지 않는 것으로 알려져 있다. 일반적으로 이 종은 아프리카의 다른 큰 독수리보다 인간에게 더 수줍어하지만, 때때로 사람이 사는 나라 위를 지나가는 것을 볼 수 있다. 전통적인 서식지에서 멀리 떨어진 잔점배무늬수리는 유목 아성체로 추정된다. 아성체로 링을 두른 1명은 최초 밴딩 현장에서 130km 떨어진 곳에서 5.5년 후 수습됐다. 둥지로 울린 또 다른 잔점배무늬수리는 11개월 만에 180km를 이동한 것으로 드러났다.

## 계통 분류
2021년 카타나흐(Catanach) 등과 생스터(Sangster) 등의 연구에 기초한 검독수리아과 계통 분류이다.
|  | 관뿔매속 |
|  |          |
|  | Nisaetus |
|  |          |

|  | Lophaetus                                                         |
|  |                                                                   |
|  | \| \| Ictinaetus \| \| \| \| \| \| 항라머리검독수리속 \| \| \| \| |
|  |                                                                   |
|  | Ictinaetus                                                        |
|  |                                                                   |
|  | 항라머리검독수리속                                                |
|  |                                                                   |

|  | Ictinaetus         |
|  |                    |
|  | 항라머리검독수리속 |
|  |                    |

|  | 흰점어깨수리속 |
|  |                |
|  | 검독수리속     |
|  |                |

|  | Lophaetus                                                         |
|  |                                                                   |
|  | \| \| Ictinaetus \| \| \| \| \| \| 항라머리검독수리속 \| \| \| \| |
|  |                                                                   |
|  | Ictinaetus                                                        |
|  |                                                                   |
|  | 항라머리검독수리속                                                |
|  |                                                                   |

|  | Ictinaetus         |
|  |                    |
|  | 항라머리검독수리속 |
|  |                    |

|  | 흰점어깨수리속 |
|  |                |
|  | 검독수리속     |
|  |                |

|  | Lophaetus                                                         |
|  |                                                                   |
|  | \| \| Ictinaetus \| \| \| \| \| \| 항라머리검독수리속 \| \| \| \| |
|  |                                                                   |
|  | Ictinaetus                                                        |
|  |                                                                   |
|  | 항라머리검독수리속                                                |
|  |                                                                   |

|  | Ictinaetus         |
|  |                    |
|  | 항라머리검독수리속 |
|  |                    |

|  | 흰점어깨수리속 |
|  |                |
|  | 검독수리속     |
|  |                |

|  | Lophaetus                                                         |
|  |                                                                   |
|  | \| \| Ictinaetus \| \| \| \| \| \| 항라머리검독수리속 \| \| \| \| |
|  |                                                                   |
|  | Ictinaetus                                                        |
|  |                                                                   |
|  | 항라머리검독수리속                                                |
|  |                                                                   |

|  | Ictinaetus         |
|  |                    |
|  | 항라머리검독수리속 |
|  |                    |

|  | 흰점어깨수리속 |
|  |                |
|  | 검독수리속     |
|  |                |

|  | Lophaetus                                                         |
|  |                                                                   |
|  | \| \| Ictinaetus \| \| \| \| \| \| 항라머리검독수리속 \| \| \| \| |
|  |                                                                   |
|  | Ictinaetus                                                        |
|  |                                                                   |
|  | 항라머리검독수리속                                                |
|  |                                                                   |

|  | Ictinaetus         |
|  |                    |
|  | 항라머리검독수리속 |
|  |                    |

|  | 흰점어깨수리속 |
|  |                |
|  | 검독수리속     |
|  |                |

|  | Lophaetus                                                         |
|  |                                                                   |
|  | \| \| Ictinaetus \| \| \| \| \| \| 항라머리검독수리속 \| \| \| \| |
|  |                                                                   |
|  | Ictinaetus                                                        |
|  |                                                                   |
|  | 항라머리검독수리속                                                |
|  |                                                                   |

|  | Ictinaetus         |
|  |                    |
|  | 항라머리검독수리속 |
|  |                    |

|  | 흰점어깨수리속 |
|  |                |
|  | 검독수리속     |
|  |                |

|  | Lophaetus                                                         |
|  |                                                                   |
|  | \| \| Ictinaetus \| \| \| \| \| \| 항라머리검독수리속 \| \| \| \| |
|  |                                                                   |
|  | Ictinaetus                                                        |
|  |                                                                   |
|  | 항라머리검독수리속                                                |
|  |                                                                   |

|  | Ictinaetus         |
|  |                    |
|  | 항라머리검독수리속 |
|  |                    |

|  | 흰점어깨수리속 |
|  |                |
|  | 검독수리속     |
|  |                |

|  | Lophaetus                                                         |
|  |                                                                   |
|  | \| \| Ictinaetus \| \| \| \| \| \| 항라머리검독수리속 \| \| \| \| |
|  |                                                                   |
|  | Ictinaetus                                                        |
|  |                                                                   |
|  | 항라머리검독수리속                                                |
|  |                                                                   |

|  | Ictinaetus         |
|  |                    |
|  | 항라머리검독수리속 |
|  |                    |

|  | 흰점어깨수리속 |
|  |                |
|  | 검독수리속     |
|  |                |

|  | Lophaetus                                                         |
|  |                                                                   |
|  | \| \| Ictinaetus \| \| \| \| \| \| 항라머리검독수리속 \| \| \| \| |
|  |                                                                   |
|  | Ictinaetus                                                        |
|  |                                                                   |
|  | 항라머리검독수리속                                                |
|  |                                                                   |

|  | Ictinaetus         |
|  |                    |
|  | 항라머리검독수리속 |
|  |                    |

|  | 흰점어깨수리속 |
|  |                |
|  | 검독수리속     |
|  |                |

|  | Lophaetus                                                         |
|  |                                                                   |
|  | \| \| Ictinaetus \| \| \| \| \| \| 항라머리검독수리속 \| \| \| \| |
|  |                                                                   |
|  | Ictinaetus                                                        |
|  |                                                                   |
|  | 항라머리검독수리속                                                |
|  |                                                                   |

|  | Ictinaetus         |
|  |                    |
|  | 항라머리검독수리속 |
|  |                    |

|  | 흰점어깨수리속 |
|  |                |
|  | 검독수리속     |
|  |                |

|  | Lophaetus                                                         |
|  |                                                                   |
|  | \| \| Ictinaetus \| \| \| \| \| \| 항라머리검독수리속 \| \| \| \| |
|  |                                                                   |
|  | Ictinaetus                                                        |
|  |                                                                   |
|  | 항라머리검독수리속                                                |
|  |                                                                   |

|  | Ictinaetus         |
|  |                    |
|  | 항라머리검독수리속 |
|  |                    |

|  | 흰점어깨수리속 |
|  |                |
|  | 검독수리속     |
|  |                |

|  | Lophaetus                                                         |
|  |                                                                   |
|  | \| \| Ictinaetus \| \| \| \| \| \| 항라머리검독수리속 \| \| \| \| |
|  |                                                                   |
|  | Ictinaetus                                                        |
|  |                                                                   |
|  | 항라머리검독수리속                                                |
|  |                                                                   |

|  | Ictinaetus         |
|  |                    |
|  | 항라머리검독수리속 |
|  |                    |

|  | 흰점어깨수리속 |
|  |                |
|  | 검독수리속     |
|  |                |

|  | Lophaetus                                                         |
|  |                                                                   |
|  | \| \| Ictinaetus \| \| \| \| \| \| 항라머리검독수리속 \| \| \| \| |
|  |                                                                   |
|  | Ictinaetus                                                        |
|  |                                                                   |
|  | 항라머리검독수리속                                                |
|  |                                                                   |

|  | Ictinaetus         |
|  |                    |
|  | 항라머리검독수리속 |
|  |                    |

|  | 흰점어깨수리속 |
|  |                |
|  | 검독수리속     |
|  |                |

|  | Lophaetus                                                         |
|  |                                                                   |
|  | \| \| Ictinaetus \| \| \| \| \| \| 항라머리검독수리속 \| \| \| \| |
|  |                                                                   |
|  | Ictinaetus                                                        |
|  |                                                                   |
|  | 항라머리검독수리속                                                |
|  |                                                                   |

|  | Ictinaetus         |
|  |                    |
|  | 항라머리검독수리속 |
|  |                    |

|  | 흰점어깨수리속 |
|  |                |
|  | 검독수리속     |
|  |                |

|  | Lophaetus                                                         |
|  |                                                                   |
|  | \| \| Ictinaetus \| \| \| \| \| \| 항라머리검독수리속 \| \| \| \| |
|  |                                                                   |
|  | Ictinaetus                                                        |
|  |                                                                   |
|  | 항라머리검독수리속                                                |
|  |                                                                   |

|  | Ictinaetus         |
|  |                    |
|  | 항라머리검독수리속 |
|  |                    |

|  | 흰점어깨수리속 |
|  |                |
|  | 검독수리속     |
|  |                |

|  | Lophaetus                                                         |
|  |                                                                   |
|  | \| \| Ictinaetus \| \| \| \| \| \| 항라머리검독수리속 \| \| \| \| |
|  |                                                                   |
|  | Ictinaetus                                                        |
|  |                                                                   |
|  | 항라머리검독수리속                                                |
|  |                                                                   |

|  | Ictinaetus         |
|  |                    |
|  | 항라머리검독수리속 |
|  |                    |

|  | 흰점어깨수리속 |
|  |                |
|  | 검독수리속     |
|  |                |

|  | 관뿔매속 |
|  |          |
|  | Nisaetus |
|  |          |

|  | Lophaetus                                                         |
|  |                                                                   |
|  | \| \| Ictinaetus \| \| \| \| \| \| 항라머리검독수리속 \| \| \| \| |
|  |                                                                   |
|  | Ictinaetus                                                        |
|  |                                                                   |
|  | 항라머리검독수리속                                                |
|  |                                                                   |

|  | Ictinaetus         |
|  |                    |
|  | 항라머리검독수리속 |
|  |                    |

|  | 흰점어깨수리속 |
|  |                |
|  | 검독수리속     |
|  |                |

|  | Lophaetus                                                         |
|  |                                                                   |
|  | \| \| Ictinaetus \| \| \| \| \| \| 항라머리검독수리속 \| \| \| \| |
|  |                                                                   |
|  | Ictinaetus                                                        |
|  |                                                                   |
|  | 항라머리검독수리속                                                |
|  |                                                                   |

|  | Ictinaetus         |
|  |                    |
|  | 항라머리검독수리속 |
|  |                    |

|  | 흰점어깨수리속 |
|  |                |
|  | 검독수리속     |
|  |                |

|  | Lophaetus                                                         |
|  |                                                                   |
|  | \| \| Ictinaetus \| \| \| \| \| \| 항라머리검독수리속 \| \| \| \| |
|  |                                                                   |
|  | Ictinaetus                                                        |
|  |                                                                   |
|  | 항라머리검독수리속                                                |
|  |                                                                   |

|  | Ictinaetus         |
|  |                    |
|  | 항라머리검독수리속 |
|  |                    |

|  | 흰점어깨수리속 |
|  |                |
|  | 검독수리속     |
|  |                |

|  | Lophaetus                                                         |
|  |                                                                   |
|  | \| \| Ictinaetus \| \| \| \| \| \| 항라머리검독수리속 \| \| \| \| |
|  |                                                                   |
|  | Ictinaetus                                                        |
|  |                                                                   |
|  | 항라머리검독수리속                                                |
|  |                                                                   |

|  | Ictinaetus         |
|  |                    |
|  | 항라머리검독수리속 |
|  |                    |

|  | 흰점어깨수리속 |
|  |                |
|  | 검독수리속     |
|  |                |

|  | Lophaetus                                                         |
|  |                                                                   |
|  | \| \| Ictinaetus \| \| \| \| \| \| 항라머리검독수리속 \| \| \| \| |
|  |                                                                   |
|  | Ictinaetus                                                        |
|  |                                                                   |
|  | 항라머리검독수리속                                                |
|  |                                                                   |

|  | Ictinaetus         |
|  |                    |
|  | 항라머리검독수리속 |
|  |                    |

|  | 흰점어깨수리속 |
|  |                |
|  | 검독수리속     |
|  |                |

|  | Lophaetus                                                         |
|  |                                                                   |
|  | \| \| Ictinaetus \| \| \| \| \| \| 항라머리검독수리속 \| \| \| \| |
|  |                                                                   |
|  | Ictinaetus                                                        |
|  |                                                                   |
|  | 항라머리검독수리속                                                |
|  |                                                                   |

|  | Ictinaetus         |
|  |                    |
|  | 항라머리검독수리속 |
|  |                    |

|  | 흰점어깨수리속 |
|  |                |
|  | 검독수리속     |
|  |                |

|  | Lophaetus                                                         |
|  |                                                                   |
|  | \| \| Ictinaetus \| \| \| \| \| \| 항라머리검독수리속 \| \| \| \| |
|  |                                                                   |
|  | Ictinaetus                                                        |
|  |                                                                   |
|  | 항라머리검독수리속                                                |
|  |                                                                   |

|  | Ictinaetus         |
|  |                    |
|  | 항라머리검독수리속 |
|  |                    |

|  | 흰점어깨수리속 |
|  |                |
|  | 검독수리속     |
|  |                |

|  | Lophaetus                                                         |
|  |                                                                   |
|  | \| \| Ictinaetus \| \| \| \| \| \| 항라머리검독수리속 \| \| \| \| |
|  |                                                                   |
|  | Ictinaetus                                                        |
|  |                                                                   |
|  | 항라머리검독수리속                                                |
|  |                                                                   |

|  | Ictinaetus         |
|  |                    |
|  | 항라머리검독수리속 |
|  |                    |

|  | 흰점어깨수리속 |
|  |                |
|  | 검독수리속     |
|  |                |

|  | Lophaetus                                                         |
|  |                                                                   |
|  | \| \| Ictinaetus \| \| \| \| \| \| 항라머리검독수리속 \| \| \| \| |
|  |                                                                   |
|  | Ictinaetus                                                        |
|  |                                                                   |
|  | 항라머리검독수리속                                                |
|  |                                                                   |

|  | Ictinaetus         |
|  |                    |
|  | 항라머리검독수리속 |
|  |                    |

|  | 흰점어깨수리속 |
|  |                |
|  | 검독수리속     |
|  |                |

|  | Lophaetus                                                         |
|  |                                                                   |
|  | \| \| Ictinaetus \| \| \| \| \| \| 항라머리검독수리속 \| \| \| \| |
|  |                                                                   |
|  | Ictinaetus                                                        |
|  |                                                                   |
|  | 항라머리검독수리속                                                |
|  |                                                                   |

|  | Ictinaetus         |
|  |                    |
|  | 항라머리검독수리속 |
|  |                    |

|  | 흰점어깨수리속 |
|  |                |
|  | 검독수리속     |
|  |                |

|  | Lophaetus                                                         |
|  |                                                                   |
|  | \| \| Ictinaetus \| \| \| \| \| \| 항라머리검독수리속 \| \| \| \| |
|  |                                                                   |
|  | Ictinaetus                                                        |
|  |                                                                   |
|  | 항라머리검독수리속                                                |
|  |                                                                   |

|  | Ictinaetus         |
|  |                    |
|  | 항라머리검독수리속 |
|  |                    |

|  | 흰점어깨수리속 |
|  |                |
|  | 검독수리속     |
|  |                |

|  | Lophaetus                                                         |
|  |                                                                   |
|  | \| \| Ictinaetus \| \| \| \| \| \| 항라머리검독수리속 \| \| \| \| |
|  |                                                                   |
|  | Ictinaetus                                                        |
|  |                                                                   |
|  | 항라머리검독수리속                                                |
|  |                                                                   |

|  | Ictinaetus         |
|  |                    |
|  | 항라머리검독수리속 |
|  |                    |

|  | 흰점어깨수리속 |
|  |                |
|  | 검독수리속     |
|  |                |

|  | Lophaetus                                                         |
|  |                                                                   |
|  | \| \| Ictinaetus \| \| \| \| \| \| 항라머리검독수리속 \| \| \| \| |
|  |                                                                   |
|  | Ictinaetus                                                        |
|  |                                                                   |
|  | 항라머리검독수리속                                                |
|  |                                                                   |

|  | Ictinaetus         |
|  |                    |
|  | 항라머리검독수리속 |
|  |                    |

|  | 흰점어깨수리속 |
|  |                |
|  | 검독수리속     |
|  |                |

|  | Lophaetus                                                         |
|  |                                                                   |
|  | \| \| Ictinaetus \| \| \| \| \| \| 항라머리검독수리속 \| \| \| \| |
|  |                                                                   |
|  | Ictinaetus                                                        |
|  |                                                                   |
|  | 항라머리검독수리속                                                |
|  |                                                                   |

|  | Ictinaetus         |
|  |                    |
|  | 항라머리검독수리속 |
|  |                    |

|  | 흰점어깨수리속 |
|  |                |
|  | 검독수리속     |
|  |                |

|  | Lophaetus                                                         |
|  |                                                                   |
|  | \| \| Ictinaetus \| \| \| \| \| \| 항라머리검독수리속 \| \| \| \| |
|  |                                                                   |
|  | Ictinaetus                                                        |
|  |                                                                   |
|  | 항라머리검독수리속                                                |
|  |                                                                   |

|  | Ictinaetus         |
|  |                    |
|  | 항라머리검독수리속 |
|  |                    |

|  | 흰점어깨수리속 |
|  |                |
|  | 검독수리속     |
|  |                |

|  | Lophaetus                                                         |
|  |                                                                   |
|  | \| \| Ictinaetus \| \| \| \| \| \| 항라머리검독수리속 \| \| \| \| |
|  |                                                                   |
|  | Ictinaetus                                                        |
|  |                                                                   |
|  | 항라머리검독수리속                                                |
|  |                                                                   |

|  | Ictinaetus         |
|  |                    |
|  | 항라머리검독수리속 |
|  |                    |

|  | 흰점어깨수리속 |
|  |                |
|  | 검독수리속     |
|  |                |